# Ernst Gottlieb van Anhalt-Plötzkau
Ernst Gottlieb van Anhalt-Plötzkau (Plötzkau, 4 september 1620 – aldaar, 7 maart 1654) was van 1653 tot aan zijn dood vorst van Anhalt-Plötzkau. Hij behoorde tot het huis Ascaniërs.

## Levensloop
Ernst Gottlieb was de oudste zoon van vorst August van Anhalt-Plötzkau en Sophia van Solms-Laubach, dochter van graaf Johan George.
In 1653 volgde Ernst Gottlieb zijn vader op als vorst van Anhalt-Plötzkau, samen met zijn jongere broers Lebrecht en zijn jongere broer Emanuel. Samen met hun vorstendom erfden ze ook het regentschap van de minderjarige vorst Willem Lodewijk van Anhalt-Köthen. Terwijl Lebrecht en Emanuel als regenten van Anhalt-Köthen dienden, werd Ernst Gottlieb de enige heerser over Plötzkau.
In maart 1654 stierf hij op 33-jarige leeftijd, ongehuwd en kinderloos. Zijn broers Lebrecht en Emanuel namen vervolgens eveneens de regering van Anhalt-Plötzkau over. Onder de naam de Sterke was Ernst Gottlieb tevens lid van het Vruchtdragende Gezelschap.